# Vireo
Vireo är ett släkte i familjen vireor (Vireonidae) med små tättingar som förekommer i Amerika.

## Utseende och läte
Vireorna i Vireo har vanligtvis matt grönfärgad fjäderdräkt (därav namnet, från latinets virere, "att vara grön"), men några är bruna eller grå på ryggen och några har ljust gula underdelar. De liknar grönsångare men med större kroppsstorlek och kraftigare näbb, som hos de flesta arter har en väldigt liten böj på spetsen. Benen är kraftiga.
Hos arterna förekommer det två olika typer av fjäderdräkter: de med vingband och gul, eller vit, orbitalring, och de som saknar vingband och har tygelstreck över ögat. Undantaget är chocóvireo som har vingband och tygel.Könen är lika förutom hos svarthuvad vireo, där hjässan är svart på hanen och grå på honan.
Merparten av arternas hanar är ihärdiga sångare. Sången är vanligtvis ganska enkel och monoton medan sången hos exempelvis chocóvireo (Vireo masteri) är mycket komplexa och välljudande. Lätena inkluderar ofta skällande babbel och jamande.

## Utbredning och biotop
De flesta arterna i släktet lever i Mellanamerika och norra Sydamerika. Tretton arter av Vireo häckar längre norrut, i USA och Kanada och av alla dessa arter är det bara huttonvireon som inte är flyttfågel. Vireor flyger sällan långa sträckor förutom under flyttningen.. Deras häckningsbiotop utgörs av olika typer av skogsmiljöer, där olika arter föredrar olika habit som trädkronor, undervegetation eller mangroveträsk.
De arter som är stannfåglar uppträder i par eller familjegrupper som försvarar sitt revir hela livet, förutom huttonvireo som sällar sig till blandflockar under vintern. De flesta flyttfåglarna försvarar vinterreviret mot artfränder. Undantagen är komplexet bestående av rödögd vireo, gulgrön vireo, mustaschvireo och yucatánvireo som istället övervintrar i mindre omkringflygande flockar utan specifikt revir.

## Ekologi

### Föda
Huvudfödan utgörs av insekter och andra leddjur men de äter även frukt.. Ett vanligt exempel är leddjur på sommaren och frukt på vintern. De tar även djur från löv och grenverk och fångar insekter i luften (flugsnappar), och grå vireo tar fem procent av sitt byte från marken.

### Häckning
De arter vars häckningsbeteende är kända bygger skålformade bon som hänger från grenverket. Den yttre fasaden utgörs av grova blad och bark eller av mossa, beroende på art. I varje fall binds materialet samman med spindelväv och äggkapslar. Fodringen görs av fint gräs som hänger prydligt i cirklar runt nästet. Hos de flesta arter samarbetar båda könen i arbetet med att bygga boet, men honan fodrar. Hos några arter hjälper dock inte hannen till utan sjunger och roar honan medan hon bygger.
Äggen är vita och alla, förutom hos svarthuvad vireo och dvärgvireo, har glesa fina bruna eller rödbruna prickar på den bredare delen av ägget. Tropiska arter lägger två ägg, medan arter i den tempererade zonen lägger fyra eller fem. Ruvningen varar i 11 till 13 dagar, och de unga är fjäderklädda efter ungefär lika lång tid. Båda föräldrarna matar fågelungarna med leddjur och varje flygfärdig fågel matas av en förälder (aldrig båda) i upp till 20 dagar.

## Systematik
På sistone har släktet genomgått smärre taxonomiska förändringar. Tepuívireon (V. sclateri) placerades tidigare i Hylophilus, men DNA-studier visar att den har sin hemvist i Vireo. Genetiska studier visar också att guldvireon snarare bör placeras i Pachysylvia, men detta har ännu inte lett till några förändringar. 
Artgränserna har också ändrats något. Den sydamerikanska populationen av rödögd vireo har urskiljts som egen art, chivivireo (V. chivi). Nedanstående lista följer AviList:
- Guldvireo (Vireo hypochryseus)
- Tepuívireo (Vireo sclateri) – placerades tidigare i Hylophilus
- Kanadavireo (Vireo philadelphicus)
- Sångvireo (Vireo gilvus)
- Brunkronad vireo (Vireo leucophrys)
- Gulgrön vireo (Vireo flavoviridis)
- Rödögd vireo (Vireo olivaceus)
- Yucatánvireo (Vireo magister)
- Mustaschvireo (Vireo altiloquus)
- Noronhavireo (Vireo gracilirostris)
- Chivivireo (Vireo chivi)
- Grå vireo ( Vireo vicinior)
- Kungsfågelvireo (Vireo huttoni)
- Gulstrupig vireo (Vireo flavifrons)
- Costaricavireo (Vireo carmioli)
- Chocóvireo (Vireo masteri)
- Glasögonvireo (Vireo solitarius)
- Västvireo (Vireo cassinii)
- Blygrå vireo (Vireo plumbeus)
- Karstvireo (Vireo osburni)
- Hispaniolavireo (Vireo nanus)
- Mangrovevireo (Vireo pallens)
- Cozumelvireo (Vireo bairdi)
- Tjocknäbbad vireo (Vireo crassirostris)
- Kubavireo (Vireo gundlachii)
- Vitögd vireo (Vireo griseus)
- Sanandrésvireo (Vireo caribaeus)
- Jamaicavireo (Vireo modestus)
- Chaparralvireo (Vireo bellii)
- Puertoricovireo (Vireo latimeri)
- Skiffervireo (Vireo brevipennis)
- Svarthuvad vireo (Vireo atricapilla)
- Dvärgvireo (Vireo nelsoni)